# مهاجر بن ابی‌امیه
مهاجر بن ابی‌امیه از اصحاب محمد و مهاجرین و  کارگزار سرزمین برکنده و صنعا  در اواخر عمر محمد پیامبر اسلام و ابوبکر بود. در جنگ‌های رده در یمن و حضرموت  مهاجر بن ابی‌امیه نقش مهمی را در به پایان رساندن و خوابانیدن جنگ ایفا کرد.